# Вартемяги
Вартемя́ги (фин. Vartiamäki) — деревня в Агалатовском сельском поселении Всеволожского района Ленинградской области.

## Название
Вартемяки в переводе с финского на русский язык означает «Сторожевая гора».

## История
Исторически территория, где располагаются Вартемяги, относилась к Ореховскому уезду Карельской половины Водской пятины Великого Новгорода.
Под названием деревня на Сторожове горе на Охте упоминается в Писцовой книге Водской пятины 1500 года в Воздвиженском Корбосельском погосте.
Первые картографические упоминания деревни — селение Wartiamäki, на «Карте Ингерманландии: Ивангорода, Яма, Копорья, Нотеборга» в 1676 году
и Wartemoki на карте Нотебургского лена, начерченной с оригинала первой трети XVII века в 1699 году.
В 1628 году была построена, а в 1658 году сгорела лютеранская кирха.
Во второй половине XVIII века мыза Вартемяки была выделена из шуваловских владений Парголово и перешла в собственность графа П. И. Шувалова.
- В 1743 году мызу Вартемяки императрица Елизавета Петровна пожаловала графу П. И. Шувалову
- В 1762 году её унаследовал Андрей Петрович Шувалов
- В 1789 году мыза перешла к его сыну Петру Андреевичу Шувалову
- В 1808 году — к его внуку Андрею Петровичу Шувалову
- В 1873 году — к Павлу Андреевичу Шувалову.

Деревня и мыза под названием Вертемяки упоминаются на «карте окружности Санкт-Петербурга» 1810 года.

ВАРТЯМЯКИ — мыза принадлежит графам церемониймейстеру Андрею и штабс-ротмистру Григорию Шуваловым,

состоящая из деревень:

а) Нижние Станки — жителей по ревизии 57 м. п., 55 ж. п.

б) Верхние Станки — жителей по ревизии 112 м. п., 121 ж. п.

в) Строилова — жителей по ревизии 121 м. п., 129 ж. п.

г) Саржелки — жителей по ревизии 54 м. п., 57 ж. п.

д) Агалатова — жителей по ревизии 181 м. п., 184 ж. п.

е) Калголова — жителей по ревизии 227 м. п., 263 ж. п.

ж) Авволово — жителей по ревизии 29 м. п., 30 ж. п.

з) Рохма — жителей по ревизии 51 м. п., 70 ж. п.

и) Киссолова — жителей по ревизии 19 м. п., 26 ж. п.

й) Вартемяки — жителей по ревизии 42 м. п., 57 ж. п. (1838 год)

В 1840 году в Вартемяках была освящена церковь Веры, Надежды, Любови и матери их Софии (Софийская церковь). Церковь строилась с 1825 по 1834 год по проекту архитектора Д. И. Висконти и служила родовой усыпальницей графов Шуваловых.
На этнографической карте Санкт-Петербургской губернии П. И. Кёппена 1849 года она обозначена как деревня «Wartiamäki», расположенная в ареале расселения эвремейсов.

НИЖНИЕ СТАНКИ — деревня графа Шувалова, по почтовому тракту, 16 дворов, 67 душ м. п. 

ВЕРХНИЕ СТАНКИ — деревня графа Шувалова, по почтовому тракту, 41 двор, 152 души м. п. 

СТРОИЛОВО — деревня графа Шувалова, по почтовому тракту, 36 дворов, 112 душ м. п. (1856 год)

НИЖНИЕ СТАНКИ — деревня графа Шувалова. Число душ крепостных людей мужского пола: крестьян — 64, дворовых — 2. Число дворов или отдельных усадеб: 25. Число тягол: оброчных — 143, издельных — 154, состоящих частью на оброке, частью на барщине — 109. Земли состоящей в пользовании крестьян (в десятинах): усадебной: 11,04, на душу — 0,17; пахотной: всего — 62,82, на душу — 0,98; сенокосы: 120,36; выгоны: 11,55; кустарник: 0,96; всего удобной — 206,73, на душу — 3,23. Земли не состоящей в пользовании крестьян (в десятинах): всего удобной — 9920,75, неудобной — 142,10; в том числе кустарник и лес: 9152,82; всей удобной на душу: 10,17. Величина денежного оброка: от 40 до 50 рублей с тягла. Сверх того с тех и других от 9 до 13 рублей податей и мирского сбора. Добавочные повинности к денежному оброку: каждое тягло убирает 1 десятину покоса и возит 4 часа удобрения из С.Петербурга.

ВЕРХНИЕ СТАНКИ — деревня Графа Шувалова. Число душ крепостных людей мужского пола: крестьян — 166, дворовых — нет. Число дворов или отдельных усадеб: 55. Число тягол: оброчных — нет, издельных — нет, состоящих частью на оброке, частью на барщине — нет. Земли состоящей в пользовании крестьян (в десятинах): усадебной: 20,62, на душу — 0,12; пахотной: всего — 156,09, на душу — 0,94; сенокосы: 277,37; выгоны: 25,27; кустарник: 5,00; всего удобной — 484,35, на душу — 2,91.

СТРОИЛОВО — деревня Графа Шувалова. Число душ крепостных людей мужского пола: крестьян — 120, дворовых — нет. Число дворов или отдельных усадеб: 46. Число тягол: оброчных — нет, издельных — нет, состоящих частью на оброке, частью на барщине — нет. Земли состоящей в пользовании крестьян (в десятинах): усадебной: 24,10, на душу — 0,20; пахотной: всего — 149,91, на душу — 1,24; сенокосы: 252,11; выгоны: 21,30; кустарник: 9,86; всего удобной — 457,28, на душу — 3,81. (1860 год)

Согласно «Топографической карте частей Санкт-Петербургской и Выборгской губерний» в 1860 году большая деревня Вертемяки при мызе Вертемяки Графа Шувалова состояла из деревень: Верхние Станки насчитывающей 36 дворов и Нижние Станки из 19. В Вертемяках находились: приёмный (медицинский) покой 1-го участка, училище, земский арестантский дом и «Господский двор».
В 1861 году в деревне открылась созданная графом Шуваловым земская школа. На 128 учеников приходилось три учителя.

ВАРТЕМЯККИ — мыза владельческая при реке Охте, по Кексгольмскому почтовому тракту; 4 двора, жителей 12 м. п., 20 ж. п.; Церковь православная.

НИЖНИЕ СТАНКИ(БАРЫБИНСКАЯ, СЕЛО ВАРТЕМЯККИ, ВЕРТЕМЯККИ) — деревня владельческая при реке Охте, по Кексгольмскому почтовому тракту; 27 дворов, жителей 91 м. п., 98 ж. п.; Квартира станового. Вартемяккская почтовая станция.

ВЕРХНИЕ СТАНКИ(СЕЛО ВАРТЕМЯККИ) — деревня владельческая при колодцах, по Кексгольмскому почтовому тракту; 9 дворов, жителей 18 м. п., 25 ж. п.;

ВЕРХНИЕ СТАНКИ(НИЗОВО, СЕЛО ВАРТЕМЯККИ) — деревня владельческая при реке Охте, по левую сторону Кексгольмского почтового тракта; 59 дворов, жителей 205 м. п., 203 ж. п.; Вартемяккское волостное правление. Сельское училище. Водяная мельница. (1862 год)

В 1868 году временнообязанные крестьяне деревень Верхние Станки и Нижние Станки выкупили свои земельные наделы у графа Шувалова и стали собственниками земли.
В 1871 году Софийская церковь была отремонтирована и расширена стараниями графа П. А. Шувалова, согласно проекту архитектора А. И. Монигетти.
В юго-западной стороне церкви был погребён строитель храма, обер-камергер граф Андрей Петрович Шувалов и его жена Фёкла Игнатьевна. В северо-западной стороне храма в 1869 году была похоронена графиня Ольга Эсперовна Шувалова, урождённая княгиня Белосельская-Белозерская.
Приход храма составляли 4 деревни: Верхние и Нижние Станки, Строилово и Осельки, их населяли переселенцы из Ярославской, Пензенской и Рязанской губерний. Окружённые финскими деревнями, прихожане умели говорить и по-фински, отношения православных и финнов были дружеские.
Основным занятием местных жителей было земледелие, торговля картофелем, телятами, коровами, молоком и сливками. Тем не менее, население было чрезвычайно бедное, как пишут епархиальные ведомости, ввиду того, что «господствующий у крестьян порок — пьянство, которому преданы многие женщины и молодые парни». По распоряжению графа П. А. Шувалова, все питейные заведения в округе были закрыты, но вино тайно продавалось по домам.

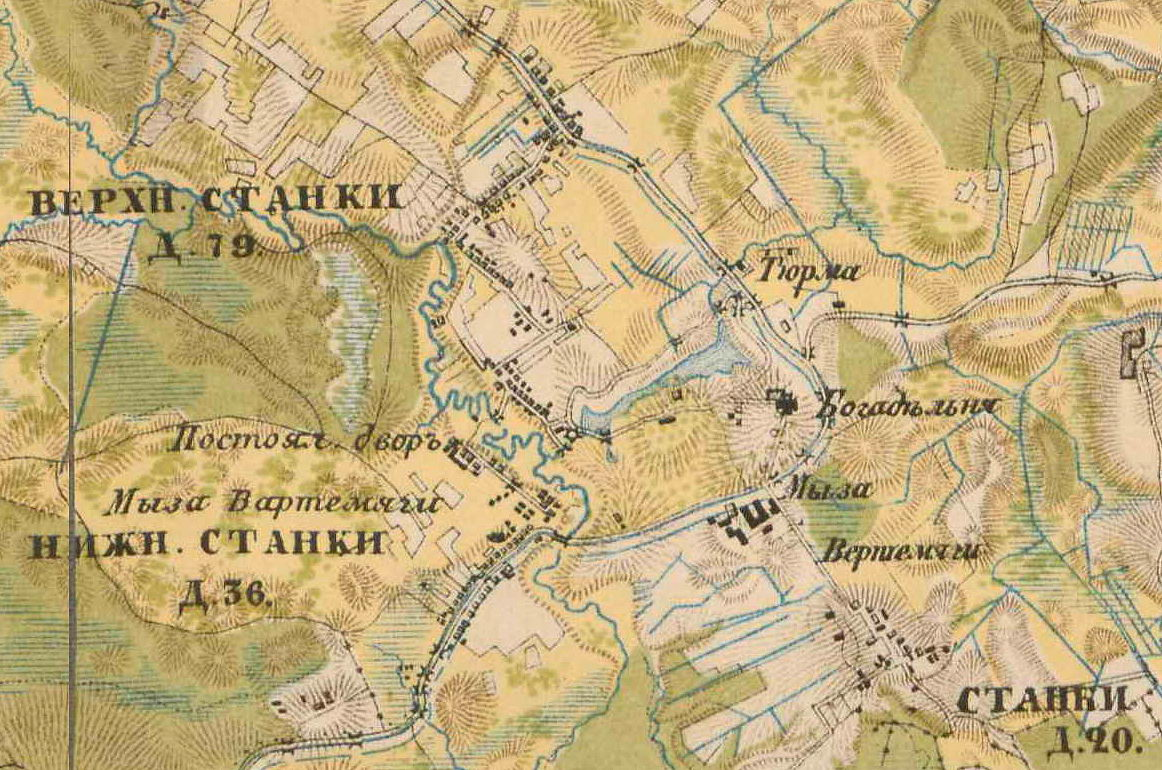
План мызы Вартемяги. 1885 год

В 1885 году, согласно карте окрестностей Петербурга, в мызе Вартемяги находилась тюрьма и богадельня. А деревни сборник Центрального статистического комитета описывал так:

ВЕРХНИЕ СТАНКИ (НИЗО) — деревня бывшая владельческая при реке Охте, дворов — 63, жителей — 360; Волостное правление (до уездного города 30 вёрст), школа, две лавки, постоялый двор. В 1/2 версты — церковь православная, богадельня.

НИЖНИЕ СТАНКИ (БАРЫБИНСКАЯ) — деревня бывшая владельческая при реке Охте, дворов — 24, жителей — 140; Почтовый полустанок, две лавки, два постоялых двора.
(1885 год).

Согласно материалам по статистике народного хозяйства Санкт-Петербургского уезда 1891 года, имением Вартемяки площадью 10 454 десятины владел граф П. А. Шувалов, имение было приобретено до 1868 года. Для нужд имения работал свой кирпичный завод, были устроены оранжереи и печи для производства древесного угля.
Известный специалист по дачному отдыху В. К. Симанский, так отзывался об этой местности:

ВАРТЕМЯКИ (ВЕРХНИЕ И НИЖНИЕ СТАНКИ) — имеют свыше 125 домов и 730 жителей обоего пола, находятся в 30 верстах от Петербурга, на почтовом шоссе, при реке Охте. Местность, окружающая селение, возвышенная, холмистая, сухая, полуоткрытая. Почва песчаная. Селение расположено на возвышенности, приблизительно сажени 4 над рекою. В селении имеются пруды (большой пруд в парке гр. Шувалова) и колодцы, глубина которых от аршина до 4 сажень. Жители пользуются, главным образом, речною водой, так как в большинстве колодцев воды нет, в 3-х вода прозрачная, хорошая. Вода в реке жёлтая, но без запаха и вкуса. Улицы в селении широкия, дома отстоять друг от друга на разстоянии от 2 до 10 саж.; по большей части одноэтажные, курных изб нет; тем не менее, по достатку жителей, селение должно быть отнесено к бедным. Главное занятие жителей — земледелие и молочное хозяйство; преобладающий язык — русский, вера — православная. Замечательно, что во всей Вартемяккской волости кабаки уничтожены уже около двух десятков лет по инициативе местнаго землевладельца графа Шувалова. Из местных (эндемических) болезней не наблюдалось. (1892 год).

ВАРТЕМЯКИ (ВАРТЕМЯГИ) — мыза графа Шувалова при Кексгольмском почтовом тракте, при Куйвозовской-Гарболовской земской дороге и сплавной р. Охте; 1 двор, 36 м. п., 25 ж. п. — всего 61 чел. почтово-телеграфное отделение.

НИЖНИЕ СТАНКИ (БАРЫБИНСКАЯ) — деревня на земле Вартемякского сельского общества при Кексгольмском почтовом тракте, при р. Охте 51 двор, 171 м. п., 143 ж. п. — всего 314 чел., земская больница, почтовая станция, 3 мелочных лавки, кузница, слесарная мастерская, 4 постоялых двора без крепких напитков.

ЦЕРКОВНАЯ ЗЕМЛЯ ВАРТЕМЯКСКОЙ приходской Софийской церкви — постройки, принадлежавшие причту церкви и приходской приют для бедных, при Кексгольмском почтовом тракте, при р. Охте 3 двора, 15 м. п., 13 ж. п. — всего 28 чел., церковь. (1896 год)

Согласно данным первой переписи населения Российской империи:

СТАНКИ ВЕРХНИЕ (НИЗОВО) — деревня, православных — 672, мужчин — 328, женщин — 351, обоего пола — 679. (1897 год)

В конце XIX — начале XX века Вартемяки были административным центром Вартемякской волости 4-го стана Санкт-Петербургского уезда Санкт-Петербургской губернии. Население было смешанным — финско-русским.

СТАНКИ НИЖНИЕ — селение Вартемяккской волости, 41 домохозяйство, наличных душ: 98 м. п., 101 ж. п., земли пахотной — 192, леса — 64, итого: 256 десятин.

СТАНКИ ВЕРХНИЕ — селение Вартемяккской волости, 130 домохозяйств, наличных душ: 296 м. п., 310 ж. п., земли пахотной — 498, леса — 166, итого: 664 десятины.

СТРОИЛОВО — селение Вартемяккской волости, 81 домохозяйство, наличных душ: 151 м. п., 175 ж. п., земли пахотной — 360, леса — 120, итого: 480 десятин. (1905 год)

В 1905 году в селе Вартемякки насчитывалось около 1000 жителей и 10 450 десятин земли, принадлежащей графу, генерал-адъютанту Павлу Андреевичу Шувалову.

…благодаря возвышенному положению и сухой почве, Вартемякки считаются одной из наиболее здоровых дачных местностей.

В 1908 году в деревне Верхние Станки проживали 733, а Нижние Станки — 186 человек из них 142 человека дети школьного возраста (от 8 до 11 лет), которые посещали вартемякскую школу; в деревне Строилово проживали 411 человек из них 65 детей школьного возраста, которые ходили в касимовскую школу. Всего в 10 населённых пунктах Вартемякской волости проживали 2816 человек, из них 404 человека дети школьного возраста. По данным 1908 года, Вартемякская земская 2-классная школа, открытая в 1861 году, работала в деревянном двухэтажном здании. Её попечительницей являлась графиня А. И. Шувалова, учителями — Лидия Михайловна Васильева, Николай Николаевич Иванов и Трифон Васильевич Богданов. Уроки закона божьего вёл протоиерей Н. Иванов. Уроки финского языка и лютеранский закон божий вёл И. Д. Пентикайнен, пение — А. Ф. Тарасов, рукоделие — Л. М. Васильева, сапожное ремесло — мастер Моисеев. С 1876 года под наблюдением В. Н. Мамантова проводились «народные чтения с туманными картинами». В 1899 году была открыта народная библиотека.
В 1909 году в Нижних Станках было 35 дворов, в Верхних Станках — 37.
В 1914 году в Вартемяках действовала основанная в 1861 году земская школа (Вартемякское училище), учителями в которой были: Лидия Михайловна Васильева, Елена Яковлевна Быкова и Софья Николаевна Иванова.
По данным губернской переписи 1920 года национальный состав населения Вартемякской волости выглядел следующим образом:
- финны — 2146 (59,20 %)
- русские — 1468 (40,49 %)
- эстонцы — 11 (0,30 %)

Вартемякская волость была образована в начале 1918 года, входила в состав 2-го Северного района Петроградского уезда, ликвидирована в феврале 1924 года, а её территория вошла в состав Парголовской волости.

«ВАРТЕМЯГИ» — совхоз Вартемягского сельсовета Парголовской волости, 11 хозяйств, 31 душа.

Из них: русских — 9 хозяйств, 28 душ; эстов — 2 хозяйства, 3 души.

ВЕРХНИЕ СТАНКИ — деревня Вартемягского сельсовета Парголовской волости, 179 хозяйств, 742 души.

Из них: все русские.

ВЕРХНИЕ СТАНКИ — лесничество Вартемягского сельсовета Парголовской волости, 3 хозяйства, 4 души.

Из них: все русские.

НИЖНИЕ СТАНКИ — деревня Вартемягского сельсовета Парголовской волости, 60 хозяйств, 234 души.

Из них: русских — 57 хозяйств, 223 души; финнов-ингерманландцев — 2 хозяйства, 8 душ; поляков — 1 хозяйство, 3 души. (1926 год)

1 августа 1927 года Вартемякский сельский Совет вошёл из бывшей Парголовской волости Ленинградского уезда во вновь образованный Парголовский район Ленинградской области.
В 1928 году население деревни Верхние Станки составляло 1001 человек. В ноябре 1928 года при укрупнении сельсоветов Ленинградской области к Вартемякскому сельскому Совету был присоединён Строиловский сельский Совет.
19 августа 1930 года Вартемякский сельский Совет был присоединён к Куйвозовскому финскому национальному району.
По административным данным 1933 года Вартемягский сельсовет состоял из деревень: Верхние Станки, Нижние Станки и Строилово. Центром Вартемягского сельсовета была деревня Верхние Станки, в сельсовете было 3 населённых пункта, общей численностью населения 1400 человек.
По административным данным 1936 года деревня Верхние Станки являлась административным центром Вартемягского сельсовета Токсовского района. В сельсовете было 4 населённых пункта, 291 хозяйство и 4 колхоза. В том же году Софийская церковь была закрыта, а здание передано под клуб.
В 1937 году к Вартемякскому финскому национальному совету был присоединён Агалатовский финский национальный совет.

ВЕРХНИЕ СТАНКИ — деревня Вартемягского сельсовета, 821 чел.

НИЖНИЕ СТАНКИ — деревня Вартемягского сельсовета, 235 чел.

СТРОИЛОВО — деревня Вартемягского сельсовета, 340 чел.

ВАРТЕМЯГСКАЯ — больница, 23 чел. (1939 год)

22 февраля 1939 года Куйвозовский финский национальный район и другие созданные по национальному признаку административно-территориальные единицы были ликвидированы.

Деревни Верхние и Нижние Станки на карте 1939 года

Согласно топографической карте РККА 1939 года деревни Верхние и Нижние Станки насчитывали, соответственно, 180 и 39 дворов, в них находились: сельсовет, церковь и машинно-тракторная станция. В 1940 году деревня Верхние Станки также насчитывала 180 дворов, Нижние Станки — 39 дворов.
В годы войны в деревне Вартемяги располагался хирургический полевой подвижный госпиталь № 187.
На 1973 год в состав Вартемякского сельсовета входили деревни: Агалатово, Вартемяги, Елизаветинка, Кавголово, Касимово, Колясово, Рапполово и Скотное.
По административным данным того же года в деревне Вартемяги располагался Учхоз Ленинградского ветеринарного института.
Решением облисполкома № 189 от 16 мая 1988 года, находящаяся в Вартемягах братская могила советских воинов, погибших в борьбе с фашистами, признана памятником истории.
По данным 1990 года в деревне Вартемяги проживали 1056 человек. Деревня также являлась административным центром Вартемягского сельсовета в который входили 7 населённых пунктов: деревни Агалатово, Вартемяги, Елизаветинка, Кавголово, Касимово, Колясово, Скотное, общей численностью населения 3451 человек.
В том же году здание Софийской церкви было возвращено епархии, а в 1993 году передано под подворье Свято-Иоанновского ставропигиального женского монастыря, находящегося в Санкт-Петербурге. Отреставрирована, действует с 1996 года. В июле 2001 года здесь венчалась балерина Ульяна Лопаткина.
В списке ценных природных объектов, подлежащих охране во Всеволожском районе, утверждённом решением Всеволожского городского Совета народных депутатов от 8 апреля 1993 года, за № 20 значится усадьба Шуваловых «Вартемяги» (68 га), она же памятник истории Всеволожского района.
22 апреля 1996 года постановлением правительства Ленинградской области № 166 административный центр Вартемягской волости был перенесён в деревню Агалатово.
В 1997 году в деревне Вартемяги Вартемягской волости проживали 1045 человек, в 2002 году — 1110 человек (русские — 92 %).
В 2007 году в деревне Вартемяги Агалатовского СП — 937, в 2010 году — 1258 человек.

## География
Деревня расположена в северо-западной части района на автодороге 41К-179 (Осиновая Роща — автодорога А121) в месте примыкания к ней автодороги 41К-066 (Подъезд к ст. Ламбери).
Расстояние до административного центра поселения — 6 км.
Расстояние до районного центра — 50 км.
Расстояние до ближайшей железнодорожной станции Парголово — 10 км.

## Демография
| 1838  | 1860  | 1862  | 1885  | 1892  | 1896 | 1905  |
| ----- | ----- | ----- | ----- | ----- | ---- | ----- |
| 595   | ↗632  | ↘408  | ↗500  | ↗730  | ↘403 | ↗1131 |
| 1926  | 1939  | 1990  | 1997  | 2002  | 2007 | 2010  |
| ↘1011 | ↗1419 | ↘1056 | ↘1045 | ↗1110 | ↘937 | ↗1258 |
| 2011  | 2012  | 2013  | 2014  | 2017  |      |       |
| ↘1134 | ↘1128 | ↗1216 | ↗1473 | ↗2033 |      |       |

Национальный состав
Согласно данным Всероссийской переписи населения 2021 года в деревне проживали 2894 человека, из них: русские — 2657, украинцы — 9, белорусы — 7, татары — 7, азербайджанцы — 4, таджики — 3, болгары — 2, вепсы — 2, корейцы — 2, узбеки — 2, финны-ингерманланды — 2, абхазы — 1, армяне — 1, башкиры — 1, греки — 1, евреи — 1, казахи — 1, карелы — 1, китайцы — 1, мордва — 1, поляки — 1, чеченцы — 1, чуваши — 1, другие национальности — 37 человек, остальные национальность не указали.

## Инфраструктура
В 2014 году в деревне было учтено 539 домохозяйств.
На 2019 год в деревне было учтено 791 домохозяйство. Количество домов в деревне постоянно растёт.

## Достопримечательности
От усадьбы Шуваловых сохранилась фамильная усыпальница — Софийская церковь 1825—1834 гг. постройки (архитектор Д. И. Висконти).

## Фото

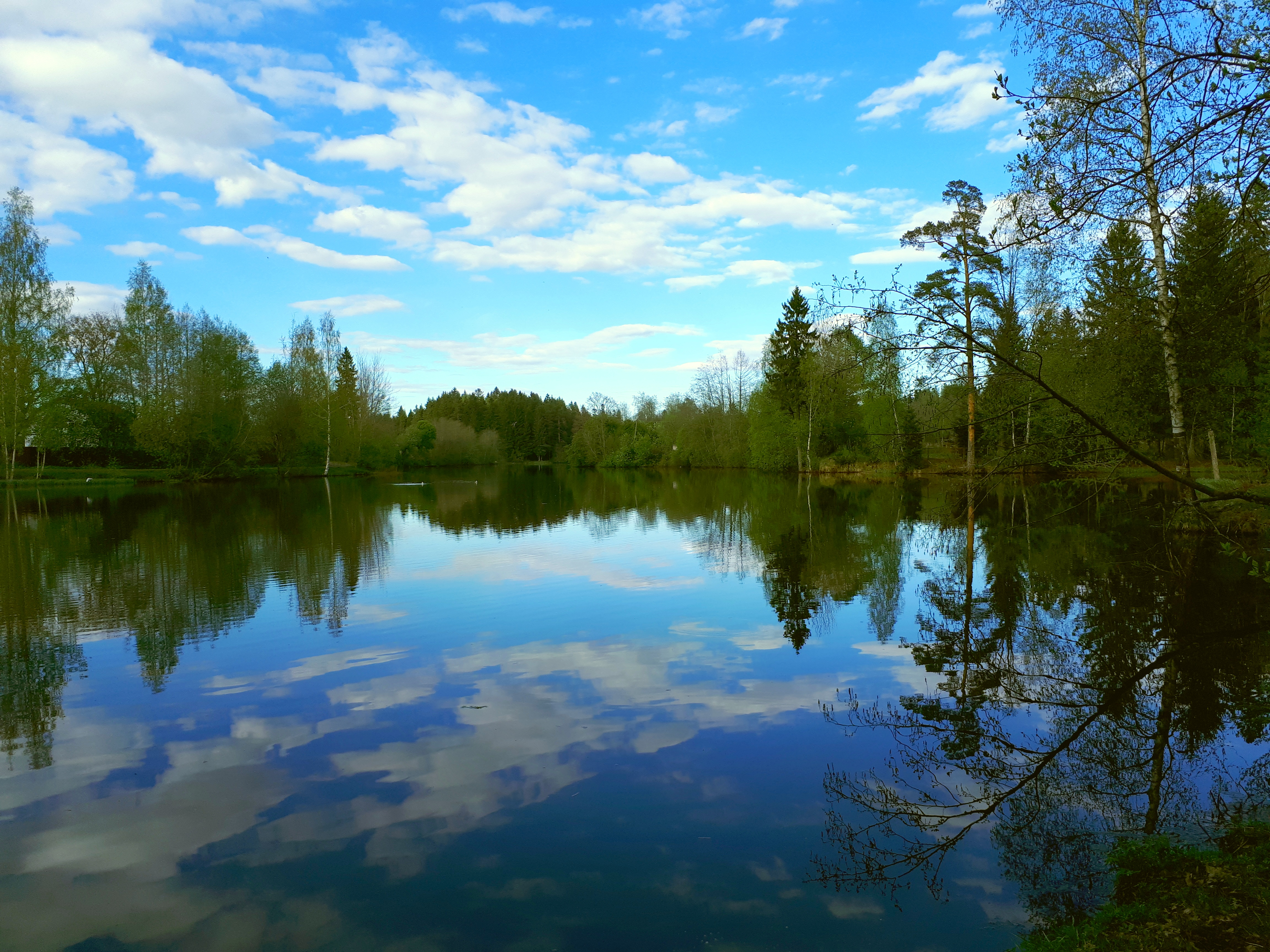
Вартемягское озеро
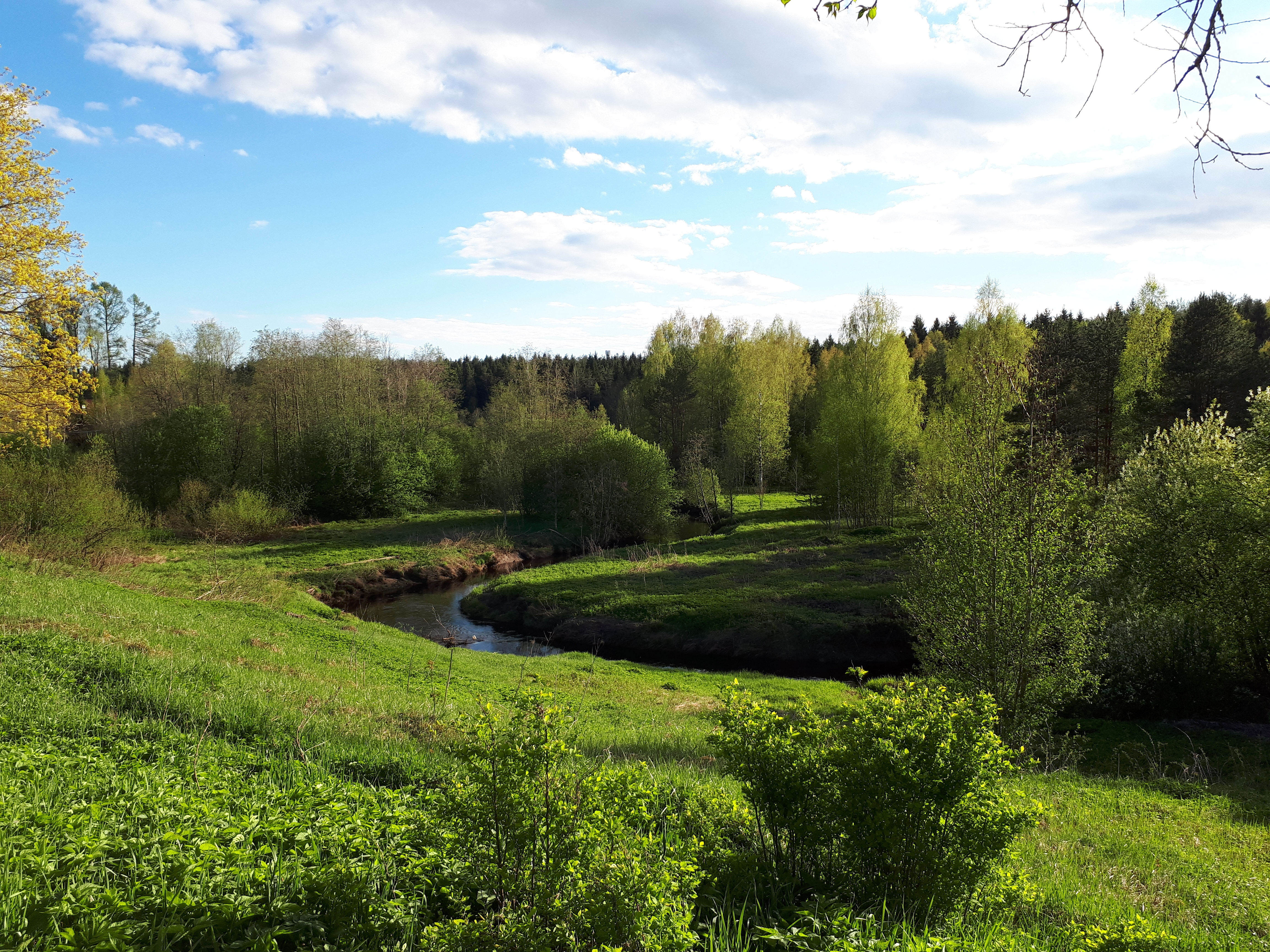
Долина реки Охта у деревни Вартемяги
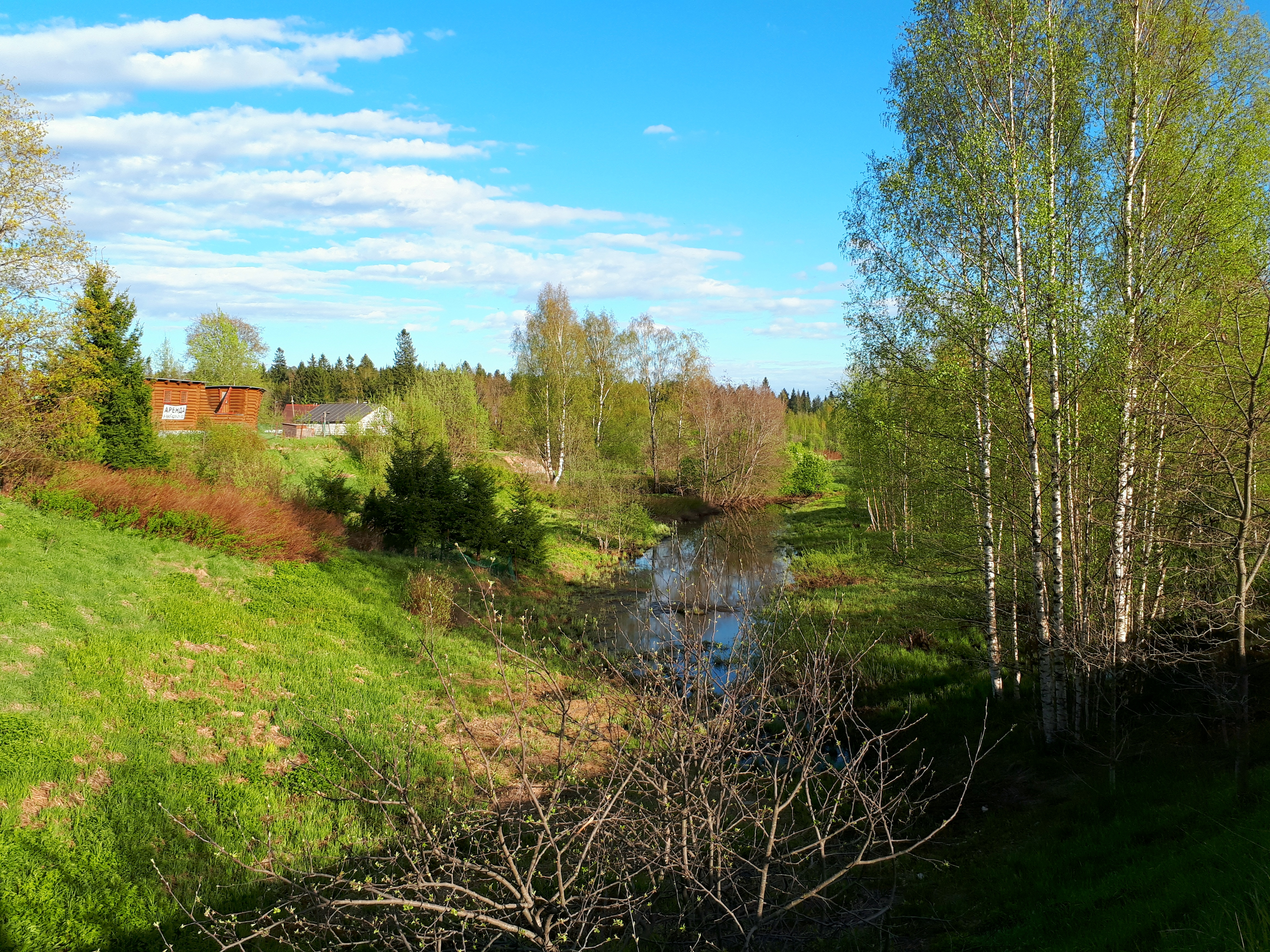
Ручей — приток реки Охта в Вартемягах
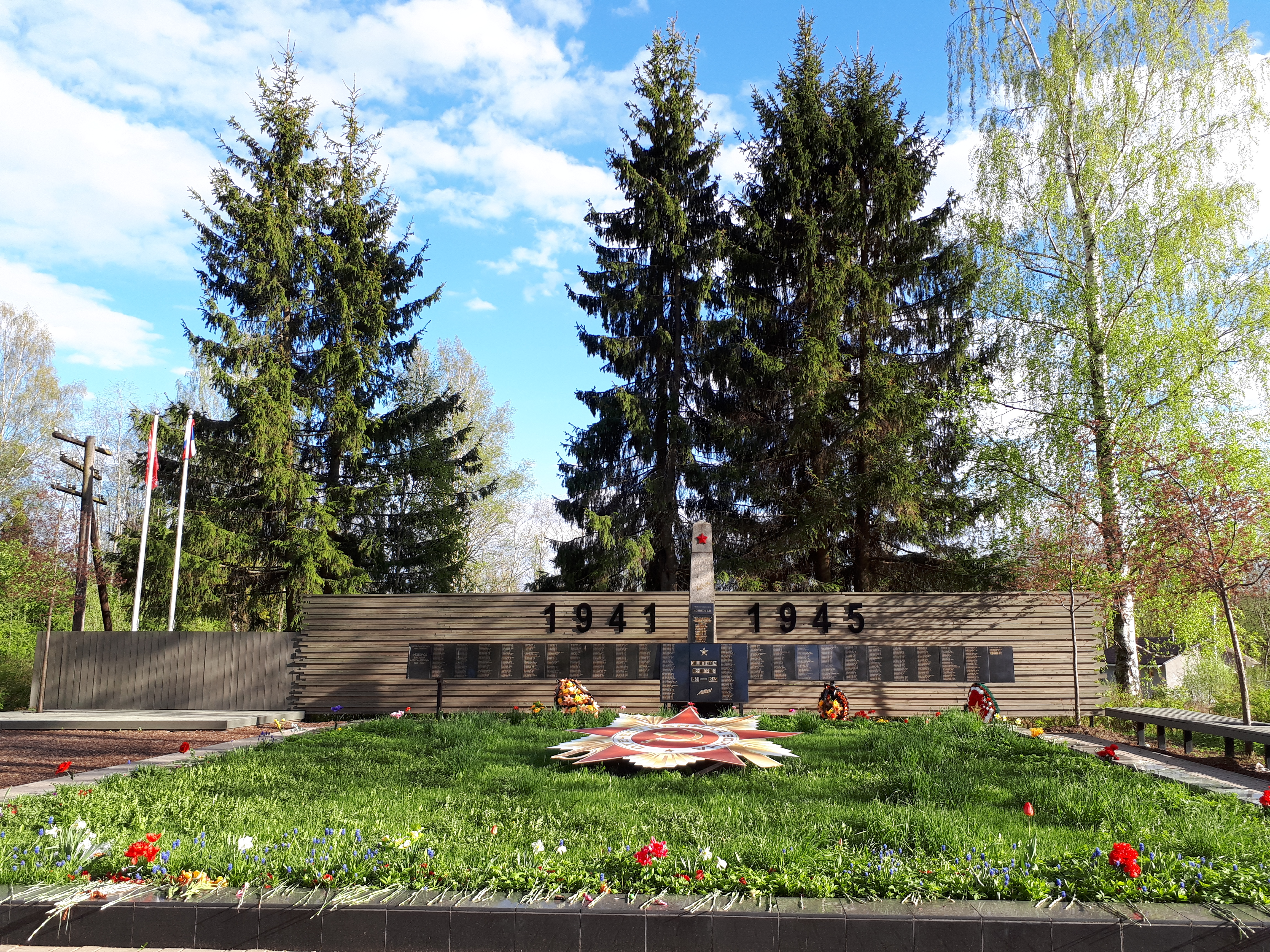
Братское воинское захоронение в Вартемягах
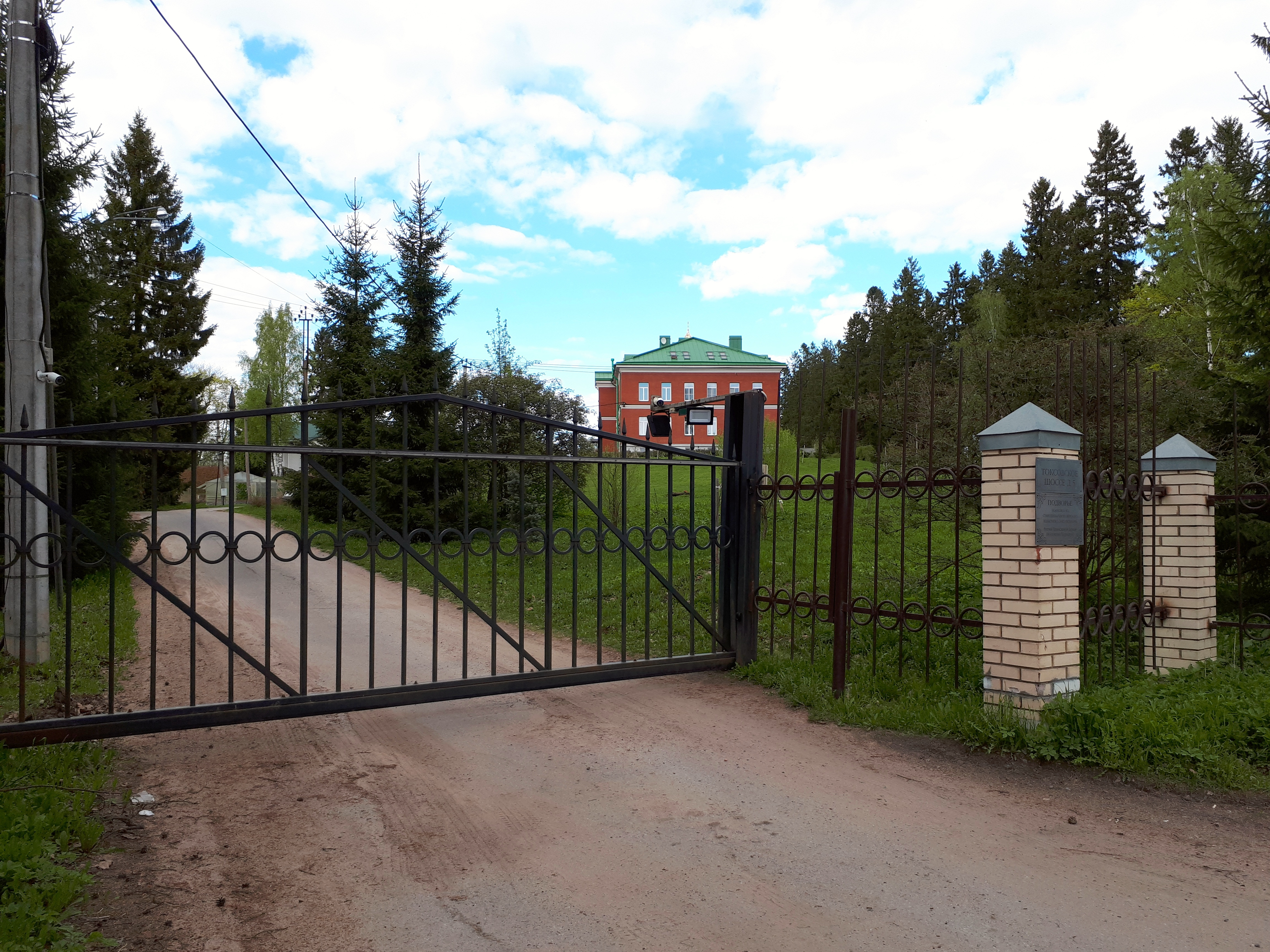
Подворье Иоанновского ставропигиального женского монастыря в Вартемягах
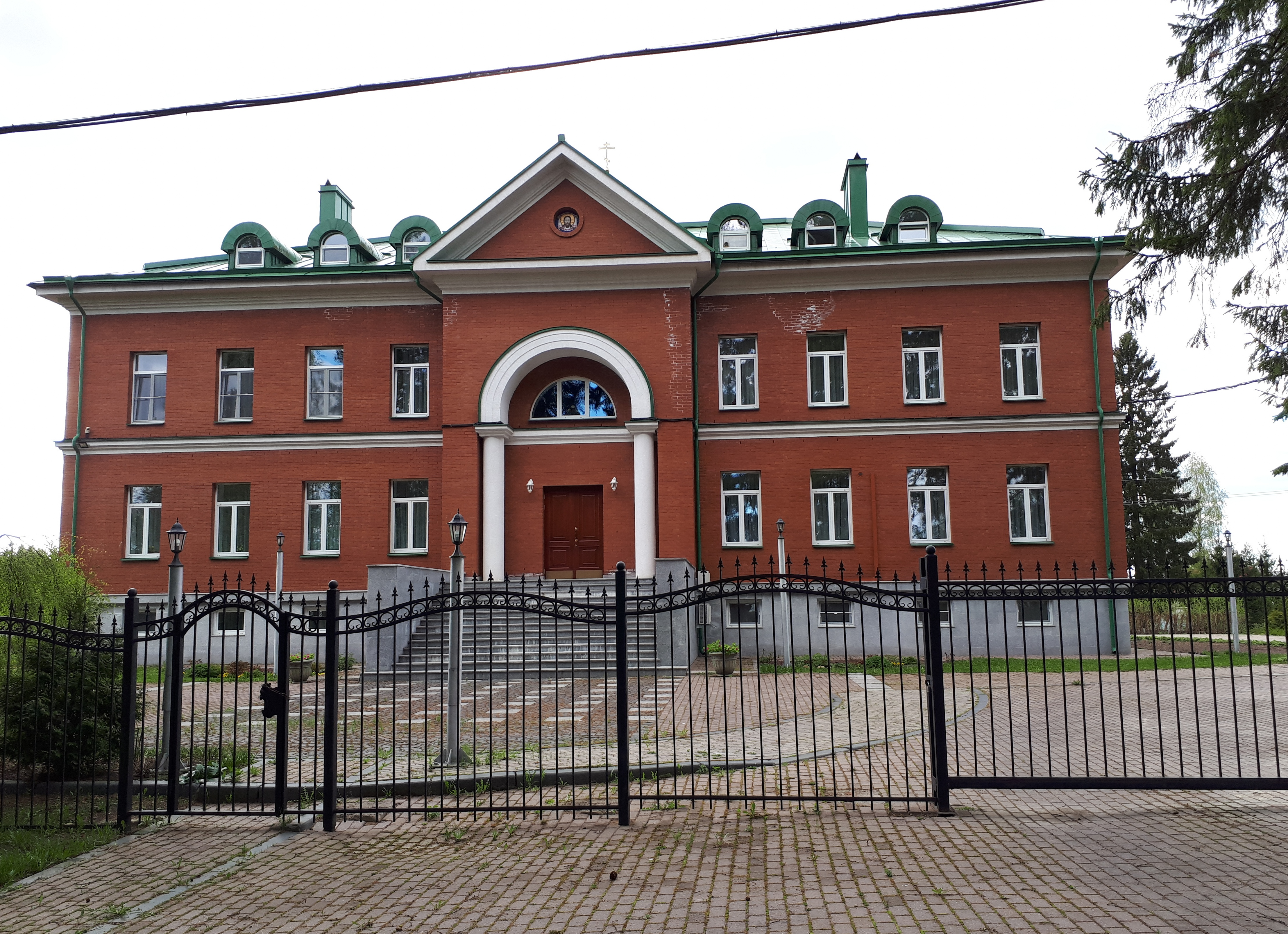
Гостевой дом подворья

## Известные уроженцы
- Сячинтов, Павел Николаевич (1891—1937) — советский конструктор самоходных орудий.
- Краско, Иван Иванович (1930—2025) — советский и российский актёр. Народный артист Российской Федерации.
- Поутанен, Юрий Йормович[фин.] (1965) — астрофизик, профессор астрономии Университета Оулу 2000—2013[62]. С 2014 года профессор астрономии Университета Турку[63].

## Улицы
1-й Верхний переулок, 1-й Кедровый проезд, 1-й Солнечный проезд, 2-й Верхний переулок, 2-й Кедровый проезд, 2-й Солнечный проезд, 3-й Кедровый проезд, 3-й Солнечный проезд, 4-й Кедровый проезд, 5-й Кедровый проезд, Берёзовая, переулок Берёзовая Роща, Бульварная, Вербная, Верхняя, Ветеранов, Дачный переулок, Дубовая, Еловая, Заводская, Карла Либкнехта, Карьерный переулок, Колхозная, Кольцевая, Круговая, Ленинградская, Лесной переулок, Лесопарковая, Луговой переулок, Моховая, Нагорная, Ольховая, Охтинская, Охтинский переулок, Парковая, Пионерская, Пихтовая, Покровская, Полякова, Прасковьи Семёновой, Приозерский переулок, Приозерское шоссе, Производственная, Прудная, Родниковая, Рябиновая, Садовая, Северная, Смольнинская, Советская, Сосновая, Старая Графская дорога, Строителей, Токсовское шоссе, Учительская, Хвойный переулок, Школьный переулок, Шуваловская, Щегловская, Южный переулок, Южный массив.

## Садоводства
Северное Кольцо, Фазенды.